# Liste der Monuments historiques in Louresse-Rochemenier
Die Liste der Monuments historiques in Louresse-Rochemenier führt die Monuments historiques in der französischen Gemeinde Louresse-Rochemenier auf.

## Liste der Bauwerke
| Bezeichnung                  | Beschreibung                       | Standort              | Kennzeichnung | Schutzstatus | Datum | Bild           |
| ---------------------------- | ---------------------------------- | --------------------- | ------------- | ------------ | ----- | -------------- |
| Château du Pont-de-Varenne   | Schloss, erbaut im 16. Jahrhundert | (Lage)                | PA00109159    | Inscrit      | 1973  | weitere Bilder |
| Kirche Ste-Madeleine-St-Jean | Erbaut im 16./17. Jahrhundert      | in Rochemenier (Lage) | PA00109160    | Inscrit      | 1972  | weitere Bilder |
| Ehemalige Kirche St-Jean     | Erbaut im 14. Jahrhundert          | in Varenne (Lage)     | PA00109161    | Inscrit      | 1977  | weitere Bilder |

## Liste der Objekte
- Monuments historiques (Objekte) in Louresse-Rochemenier in der Base Palissy des französischen Kultusministeriums